# 約爾 (愛爾蘭)
约尔（英語：Youghal，/ˈjɔːl/ YAWL，意为“紫杉木”）是爱尔兰科克郡的海滨度假小镇。该镇位于芒斯特黑水的入海口，这里曾是军事和经济中心。小镇坐落在陡峭的河岸边，布局狭长。根据2016年人口普查，该地的人口为7963人。
作为东科克海岸线上具有历史意义的有围墙的海港城镇，它靠近许多海滩，自19世纪中期以来一直是旅游目的地之一。在这座城市里有许多历史建筑和纪念碑，约尔是少数被爱尔兰旅游局指定为“爱尔兰遗产港”的城镇之一。